# 泉州石工
泉州石工（せんしゅういしく）は近世に和泉国日根郡、現在の大阪府阪南市、泉南市、泉南郡岬町付近を本拠に全国で活躍した石工集団。近世初期に同じ近畿地方から出て全国で活躍した近江の穴太衆と異なるのは、近世城郭の巨大な石垣建設のための石組み工事よりむしろ、彼らは石彫を得意とし、石材の細密な加工や細かな碑文の製作も可能であり、築城が活発でなくなった近世中期以降にもその足跡を各地に残しており、活動時期が長かったことである。

## 概要
江戸時代後期、寛政年間出版の和泉名所図会には泉州石工の地元で産出される和泉石（和泉砂岩）を狛犬、石灯篭、石臼に加工する彼らの姿が描かれている。同図会によると彼らが加工している和泉砂岩についても説明があり「名産和泉石 鳥取荘及び下箱作村、多く出る 某色、青白にして細密なり。石碑を造るに文字顕然たり。京師及び諸国に出ること多し…」とある。1986年（昭和61年）に、この石工集団の本拠のあった付近の阪南市箱作のミノバ石切場跡が広範囲に発掘調査され、石切場の遺構と加工途中の大量の石臼、茶臼、手洗鉢とともに、石材加工に使われた楔、鎚、先鑿などの鉄製工具類も数多く出土し、石材の切り出し過程から、石材製品の加工工程までが明らかにされた。石臼などの小型製品は地元泉州の石切場で製作し、石鳥居などの大型製品は現地に出張製作することが多かったことが推察される。発掘調査とともに行なわれた地元の古文書の調査によると、石工達は正月過ぎから各地に出稼ぎに出ており、石工としての活動が農閑期の季節労働であった可能性が示唆された。ミノバ石切場跡の調査でも石材の掘削で生じた大量の礫層の間に作業の中断を示す薄い砂の層がしばしば見られ、操業が年中されていたのではなく、冬場の農閑期に集中して行なわれたものと推定された。

## 起源と変遷
泉州地方での石工集団の活動を示す最古の例としては古墳時代前期末の堺市二本木山古墳の刳抜式石棺と中期初頭に属する堺市乳岡古墳（百舌鳥古墳群の中の１つである）の長持形石棺がいずれも和泉砂岩製であり、この石材が産出される泉州地方南部で石工が活動し始めた証拠とされる。古墳時代後期においては泉州地方の最大の群集墳である和泉市信太千塚古墳群を始め、この付近の多くの古墳の石室構造にも和泉砂岩が使用されている。また7世紀に建立された泉南市海会寺の礎石にも和泉砂岩が使用されていることが知られている。文献においても9世紀初頭の新撰姓氏録の和泉国神別の条に石作連という氏族が記載されている。しかし、これらの古墳や古代寺院での石材の使用例は供給先がいずれも和泉国（泉州地方）内の限られた狭い範囲であり、はるか後の時代ように数多くの石材製品を他地方に搬出したり、各地に出稼ぎに出たりするような規模の石工集団ではなかったのは明らかである。泉州の石工集団が本格的に活動を開始した時期を示すのは隣国、紀州にある霊場、高野山の中世の五輪塔群である。高野山の西南院には鎌倉時代の弘安期（1278年～1288年）前後の年号日付の有る和泉砂岩の五輪塔4基が存在する。それ以降、和泉砂岩で製作された五輪塔、宝篋印塔が高野山内に多数造立されているようである。有名な戦国大名のものとしては武田信玄の天正元年（1573年）の日付の和泉砂岩製五輪塔も存在する。高野山以外においても、戦国時代から江戸時代にかけては近畿各地に和泉砂岩製の一石五輪塔が搬出されており、かなり離れた近江（滋賀県）地方の琵琶湖沿岸にも和泉砂岩の一石五輪塔が大量に搬入された形跡があると言う。三重県伊勢市荒木田では天正8年（1580年）日付と石屋大工敬白／泉州日根郡鳥取庄の刻印のある和泉砂岩製宝篋印塔が造立されており、形状は高野山の同時期のものと全く同型であるという。さらに、17世紀初めには和泉砂岩石塔は江戸にも搬入されている形跡があると言う。和泉砂岩の石材としての当時の評価についていえば、現在の日本国内で流通している石材で最も高価なものは香川県の庵治石（花崗岩）とされるが、1879年（明治12年）の庵治石産出表によると庵治石は上等の石材だが和泉の石よりは一等下につくとしており、軟質で細密な加工がしやすく、しかも、加工直後には見栄えも良い和泉砂岩は近世には石材として高い評価があったようであり、それを加工する泉州石工への評価をも高める役割を果たしたと言える。また一方、泉州出身の石工集団はその出稼ぎ先や移住先では硬質な花崗岩など現地の石材の加工にも積極的に取り組んだようである。

## 各地の石工、石材業との関連
泉州石工の広範な地域にわたる活動の痕跡としては、現在、日本の石材工芸の三大産地は愛知県岡崎、香川県庵治・牟礼、茨城県真壁とされるがその内、岡崎市石屋町通りと現在の香川県高松市の庵治町・牟礼町の石材加工業は泉州の石工がその地方に移住したことに始まると言われている。宮城県仙台市に伝わる伝統芸能すずめ踊りの伝承者であり、仙台城の築城の時からの石材業者であるといわれる黒田家も仙台市稱楊山稱覚寺境内にある初代、黒田屋八兵衛の墓石に泉州日根郡と刻まれていることから、和泉国鳥取荘黒田（阪南市）出身の石工の末裔と考えられる。
泉州石工の出稼ぎと移住の時期について言えば、岡崎では近世初期の岡崎城の修築、仙台では同じく近世初期の伊達政宗による仙台城築城をきっかけとしたとされるが、庵治・牟礼の場合は文化11年（1814年）、高松藩（当時の藩主は松平頼儀）による屋島東照宮の造営によるものであり、200年もの年代差があり、非常に長期間にわたって広範囲に泉州地方から石工の出稼ぎが行なわれたことを示している。
江戸で活躍した泉州出身の石工としては江戸本材木町の石屋半四郎の存在が知られる。半四郎は日根郡樽井村の出身で宝永年間に地震で大破した郷里の専徳寺の再建に多額の資金を寄進している。この他に同じ日根郡の鳥取郷自然田村の宗門改帳によると享保13年（1728年）に江戸の八丁堀および弓町、柳原町に同村からだけで１６名の石切（石工）の出稼ぎが出ているのが記録されている。江戸における相次ぐ大火や地震のせいか現在の東京都内には泉州石工を名乗る石工の作品の存在は知られていないが、これは、むしろ彼らが八丁堀の江戸石工の組織に既に所属しており、江戸においては泉州石工を名乗らなかったからと考えるべきだろう。その代わり、和泉屋仁右衛門 和泉屋善六、和泉屋太郎介など和泉屋の屋号を使った石工達の名を刻んだ狛犬、石灯篭、石塔などが散見されるようである。（最近、関東地域の石造物、とくに宝篋印塔を対象とする考古学的調査、研究によってこの地域の石塔が17世紀初めに関西系の形式に一変していることが明らかにされた。それによると、それまで関西の高野山などに集中して造立されていた和泉砂岩製宝篋印塔が、この頃、江戸に搬入されるようになり、間もなく江戸周辺地域において、それを模倣した伊豆安山岩製の石塔が造られ、やがてこれに、一部北関東の石塔の形式の要素を取り入れた石造塔、江戸形式塔と呼ばれる独自の形式が成立したとしている。また、この江戸形式塔は以後、大名や旗本の墓石として用いられ、これまでにない広域の分布を見せることとなったと言う。）
同じ宗門改帳によると延享4年（1747年）以降には大坂西横堀に10名以上の石切の出稼ぎが継続されており、近世大坂の石工業の発展にも彼らが関わったことを示唆している。

## 各地に現存するその作品
現在も近畿、山陰、山陽 、四国、中部、東海など全国各地には彼らの生国である「泉州」または「和泉」と郷名および石工の姓名、製作年を彫り込んだ石灯篭、石鳥居、狛犬、石仏、石塔などが数多く存在する。和歌山県高野山奥の院、最大の五輪塔は徳川秀忠正室 崇源院（俗名 江）の高さ6,6mにおよぶ花崗岩製のものである。石塔本体には崇源院（江）の一周忌に、この石塔が建てられた寛永4年（1627年）9月15日の日付、崇源院の尊称および戒名、造立者の駿河大納言源忠長の名（秀忠の三男の駿府藩主徳川忠長）、背面に、石塔造立に関わった高位の武士や僧侶の姓名、基檀部分に供養塔建立の実際の工事に携わった下奉行5名の名前があり、最後尾にこの石塔の直接の製作者の名が「石作 泉州黒田村甚左衛門」と刻まれている。岐阜県瑞浪市 中切八幡神社の石鳥居の場合、享保12年（1727年）の年号、寄進者の姓名とともに「泉州日根郡信達之庄中村石工山内興一郎」と刻まれている。奈良県桜井市長谷寺境内にある石造多宝塔では「元禄八乙亥歳（1695年）四月十有二日 泉州自然田 石工七兵衛」となっている。